# Мамедов, Товсиф Мухтар оглы
Мамедов Товсиф Мухтар Оглы (азерб. Tovsif Muxtar oğlu Məmmədov; 22 марта 1929, Астара — 21 октября 2013, Баку) — учёный, разработчик технологий по добыче нефтяных и газовых месторождений в Азербайджане. Почётный доктор Национальной академии наук Азербайджана.

## Биография
Родился 22 марта 1929 года в Астаре, Азербайджанская ССР.
После окончания школы в 1948 году поступил в Азербайджанский институт нефти и химии в городе Баку.
После окончания института работал помощником мастера нефтедобычи, а затем начальником промысла НГДУ «Buzovna Neft».
В 1955 год поступил в аспирантуру.
В 1962—1972 годы работал главным инженером управления испытаний и капитального ремонта скважин в Государственной нефтяной компании Азербайджанской Республики, с 1973 — главный инженер НГДУ «Suraxani Neft».
В 1983—1992 годы — начальник НГДУ «Бинагадинефть», являлся председателем правления НТО работников нефтяной и газовой промышленности. В 1992—2000 — ведущий сотрудник факультета геологии Бакинского государственного университета, и профессор кафедры «Разработка и эксплуатация нефтяных месторождений» в Азербайджанском государственном университете нефти и промышленности (1983—2000). С 1996 являлся ведущим научным сотрудником в АзГосНИПИнефтегаз.

## Научная деятельность
В 1967 году защитил кандидатскую диссертацию на тему "Повышение производительности нефтяных скважин углеводородными растворителями.
В 1981 защитил докторскую диссертацию «Теория и практика применения углеводородных растворов и их эмульсионных систем для воздействия на нефтяные пласты».
Область научных исследований — применение углеводородных растворителей и их эмульсионных систем в нефтедобыче.
Автор 7 методов разработки месторождений, более 90 научных статей и 4 монографий. Имеет 24 авторских свидетельства на изобретения в области добычи топливных ресурсов.

## Награды
- Звание «Заслуженный инженер Азербайджана».
- Государственные благодарности и награды за исследования и научные открытия.

## Сочинения
- Добыча нефти с применением углеводородных растворителей [Текст]. — Москва : Недра, 1984. — 152 с. : ил.; 21 см.
- Применение углеводородных растворителей в технологических процессах нефтедобычи / [Мамедов Т. М. ]. — М. : ВНИИОЭНГ, 1980. — 47 с. : граф.; 20 см.
- Мамедов, Т. М. О времени депарафинизации лифтовых труб при использовании различных растворителей. / Т. М. Мамедов, В. А. Гиловян // Нефтепромысловое дело.-№ 9.-1976.-С.47-50.
- Мамедов, Т. М. Эффективный метод борьбы с отложением парафина в нефтедобыче. АзИНТИ, 1964, № 6, с.28
- Мамедов, Т. М. Исследование растворимости парафина в различных жидких углеводородах. — АНХ, 1965, № 9, с.35
- Мамедов, Т. М. Кулиев Р. П. Кулиев Ю. М. Результаты депарафизации нефтяных скважин углеводородными растворителями на нефтепромыслах Азербайджана. — АНХ, 1965, № 10, с.20
- Мамедов, Т. М. Опыт борьбы с отложением парафина в лифтовых трубах на нефтепромыслах Азербайджана. — В кн.: Опыт борьбы с отложеним парафина. Изд. ВНИИОЭНГ, М., 1967
- Мамедов, Т. М. Результаты обработок призабойной зоны нефтяных скважин обработанным и предельным керосином. — АНХ, 1968, № 12, с.31
- Мамедов, Т. М. Влияние углеводородного растворителя на свойства ингибиторов коррозии. — Коррозия и защита в нефтегазовой промышленности, 1978, № 10, с.12
- Мамедов, Т. М. Таиров Н. Д. Коджанов А. А. и др. Исследование влияния углеводородного растворителя на свойства пенных систем. — Нефтепромысловое дело, 1978, № 4, с.18